# Alchemilla microbetula
Alchemilla microbetula é uma espécie de rosácea do gênero Alchemilla, pertencente à família Rosaceae.